# Conceptualisme
Conceptualisme is een leerstelling in de filosofie die een positie inneemt tussen nominalisme en realisme en die zegt dat universalia uitsluitend in de geest bestaan en geen externe of substantiële werkelijkheid bezitten.
Volgens het conceptualisme zijn algemene begrippen (slechts) mentale constructies, voortgebracht door het menselijk intellect. Ze stellen ons in staat om te verwijzen naar de individuele dingen waaruit de werkelijkheid bestaat. Aan de universalia (= de algemene begrippen) zelf wordt geen zelfstandig bestaan toegekend.